# VSFP
VSFP (englisch Voltage-sensitive fluorescent proteins) ist eine Gruppe von Fusionsproteinen, die bei Spannung ihre Fluoreszenz ändern.

## Eigenschaften
Ein VSFP besteht aus zwei Teilen. Der erste Teil stammt aus einer spannungsabhängigen Proteindomäne aus einer Phosphatase (Ci-VSP) von Ciona intestinalis. Der zweite Teil besteht aus einem fluoreszierenden Protein wie dem Grün fluoreszierenden Protein (GFP). Mit unterschiedlichen fluoreszenten Proteinen wurden verschiedene VSFP erzeugt.

## Anwendungen
VSFP werden unter anderem als Redox-abhängige Biosensoren und als Reporterproteine verwendet. Alternative optische Methoden verwenden z. B. PROPS oder spannungsabhängige Farbstoffe.